# Каприо-и-Мельгар, Мигель дель
Мигель дель Каприо-и-Мельгар (исп. Miguel del Carpio y Melgar; 20 сентября 1795, Арекипа, Вице-королевство Рио-де-ла-Плата — 9 августа 1869, Лима) — перуанский политический и государственный деятель, медик, юрист, журналист, прозаик и судья. Генеральный министр Перу (1842); Премьер-министр Перу (1859 — 9 июня 1860), министр правительства, министр по делам религий (культов) и общественных работ (1859—1860); исполняющий обязанности министра иностранных дел (1859—1860); член Верховного суда; сенатор Перу (1860—1865), председатель Сената Перу (1860—1863). Декан Коллегии адвокатов Лимы.

## Биография
Изучал богословие и латынь в первой высшей семинарии Сан-Херонимо в Арекипа. В 1815 году против воли отца, переехал в Лиму, чтобы продолжить медицинскую карьеру. В 1819 году получил степень бакалавра искусств и медицины в Университете Святого Франциско Ксавьера (исп. Universidad Mayor Real y Pontificia San Francisco Xavier de Chuquisaca).
С 1820 года участвовал в войне за независимость испанских колоний в Америке, служил офицером в армии Хосе де Сан-Мартина, присутствовал на провозглашении независимости в Лиме. 
В 1822 году в ходе битвы при Ике, попал в плен и был интернирован на острове на озере Титикака. Провёл в плену почти три года. Позже переведенный в Санта-Крус-де-ла-Сьерра, служил армейским хирургом. 
После обретения независимости Верхним Перу (Боливия) был освобожден в 1825 году. Служил в Министерстве финансов зарождающегося боливийского государства. Был депутатом Конгресса в 1826, 1828 и 1831 годах. Позже оставил медицинскую карьеру и занялся юриспруденцией. Получил диплом юриста в Университете Святого Франциско Ксавьера (1830).
Во время Конфедерации Перу и Боливии, работал старшим чиновником министерства правительства Южно-Перуанского государства (1836), затем стал министром (1836) и генеральным министром (1838). Защищал политическую программу Конфедерации. Служил прокурором Верховного суда Куско (1837). 
После роспуска Конфедерации в 1839 году, посвятил себя журналистике, печатался в газете La Libertad Restaurada (1839-1841). В 1841 г. в Лиме редактировал правительственную газету «El Peruano».

## Творчество
Творил под влиянием Мариано Мельгара, одного из основоположников национальной поэзии Перу.
Покровитель поэтов, в частности Р. Пальма, спонсор конкурсов и литературных собраний.